# Slanke waterbies
Slanke waterbies (Eleocharis uniglumis) is een plantensoort uit de cypergrassenfamilie (Cyperaceae).

## Determinatie
Slanke waterbies is een overblijvende, wintergroene, grasachtige plant. Ze vormt losse zoden, wordt 10–60 cm hoog en heeft kruipende wortelstokken. De rechtopstaande, donker blauwgroene, rolronde stengels zijn 0,5–1,5 mm dik en niet gemakkelijk samendrukbaar. De 1–4 cm lange bladscheden zijn bruin en vaak aan de voet glanzend paarsrood. De bovenste bladschede is horizontaal afgesneden.
De soort bloeit van mei tot in augustus met een 0,5–2 cm lange aar aan de top. De aar bestaat meestal uit 5–70 bloemen. Het onderste, onvruchtbare kafje omsluit de voet van de aar bijna helemaal en is meestal bruin van kleur. Er zijn vier, vaak rudimentaire, iets gebogen borstels aanwezig, die langer zijn dan de nootjes. De stijl heeft meestal twee, maar soms drie stempels.
De vrucht is een 1,3–1,8 mm lang en 1 mm breed, lensvormig nootje. De onrijpe vrucht is geel en rijp bruin. Boven op de vrucht zit nog de sponzige onderzijde van de stijl, die ongeveer half zo lang is dan de vrucht. De tweezijdig afgeplatte zaden zijn 1–1,8 mm lang. Het aantal chromosomen is 2n = 46.

### Gelijkende taxa
Slanke waterbies lijkt (zeer) sterk op gewone waterbies. Bij de laatstgenoemde soort omvatten de onderste twee onvruchtbare kafjes de helft tot driekwart van de spil van de aar; bij slanke waterbies omvat één onvruchtbaar kafje de voet van de aar (nagenoeg) geheel. Voorts is de voet van de aar van gewone waterbies in scheden gehuld met een geelachtig bruine (en soms bij de voet rood aangelopen) kleur; bij slanke waterbies zijn deze scheden rood.

## Ecologie
Slanke waterbies staat op open en zonnige, zwak basische en matig stikstofrijke, verstoorde, natte, zoete tot brakke, mesotrofe, zwak zure tot kalkhoudende, al of niet humeuze grond. Verder ook in ondiep, matig voedselrijk, zoet tot brak water. De bodems kunnen bestaan uit zand, leem, zavel, klei en laagveen. Ze groeit in duinvalleien en duingraslanden, aan randen van schorren en in zilte graslanden, aan de oever van allerlei wateren en in afgravingen. Verder in rietlanden en polderboezems, op dijken en in moerasbossen.

## Verspreiding
Het verspreidingsgebied van slanke waterbies omvat ruwweg het noordelijk halfrond. Nederland valt geheel binnen het Europese deel van het areaal. De soort is vrij algemeen op de Waddeneilanden en in noordelijk Noord-Holland, vrij zeldzaam in het westen en noorden, in Zeeland en in de Hollandse duinen en elders zeer zeldzaam. De soort staat op de Nederlandse Rode lijst van planten als algemeen voorkomend en matig afgenomen.

## Fotogalerij

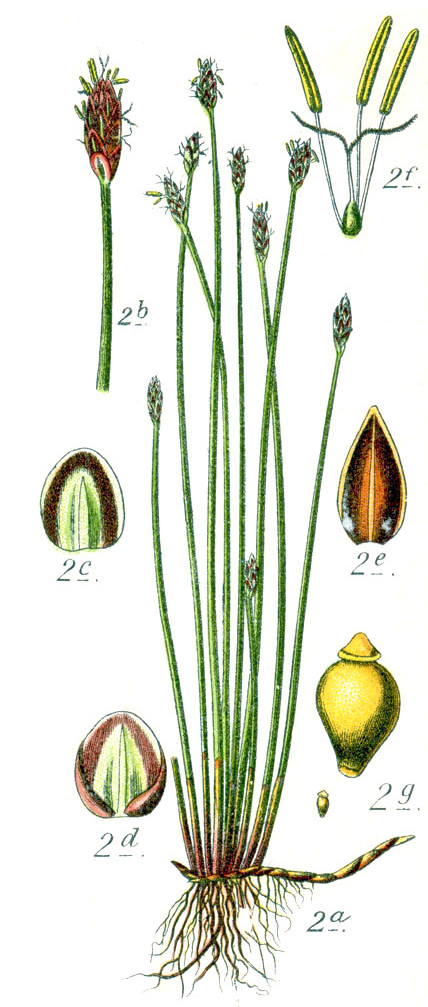
Slanke waterbies
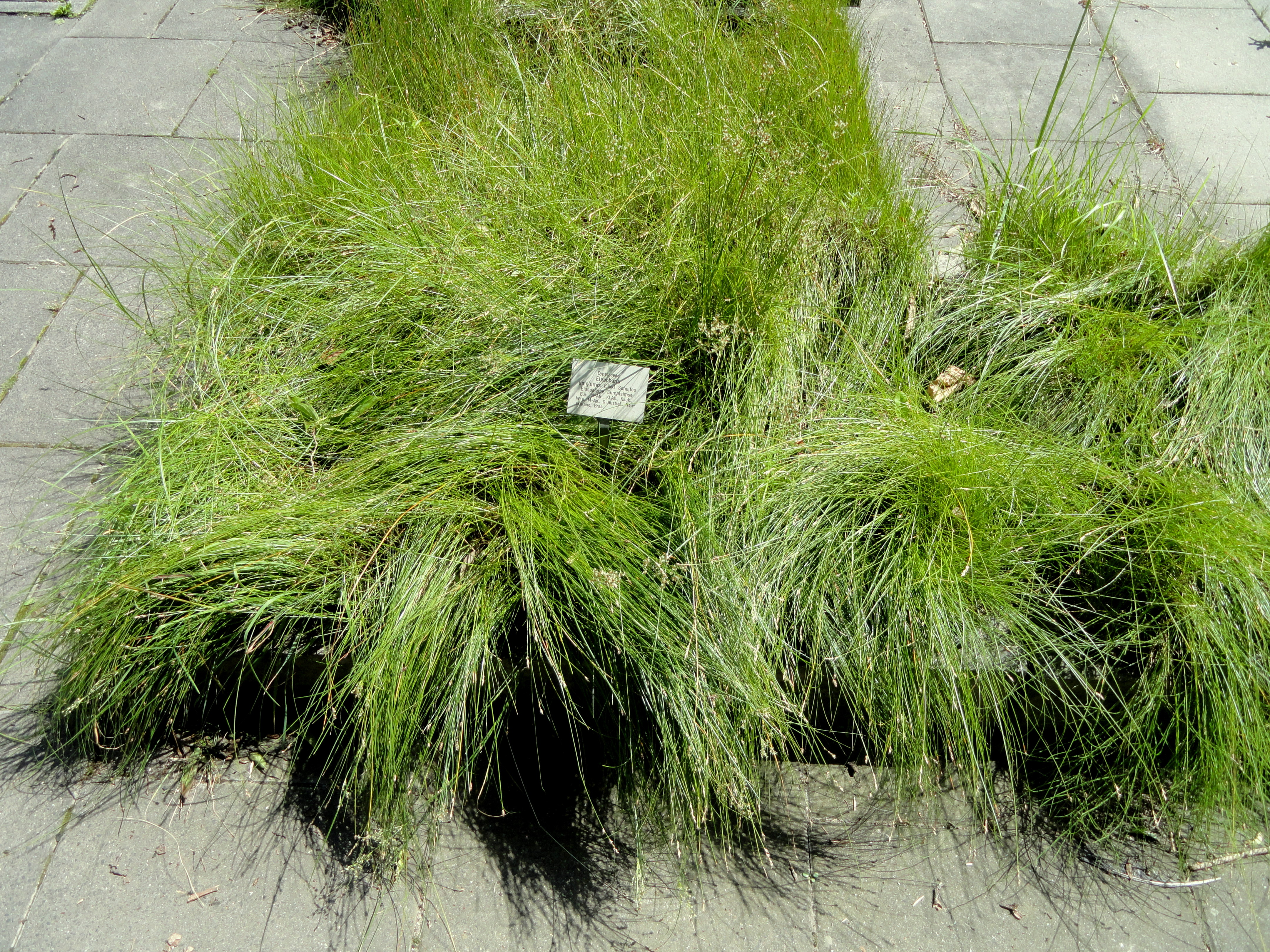
Planten
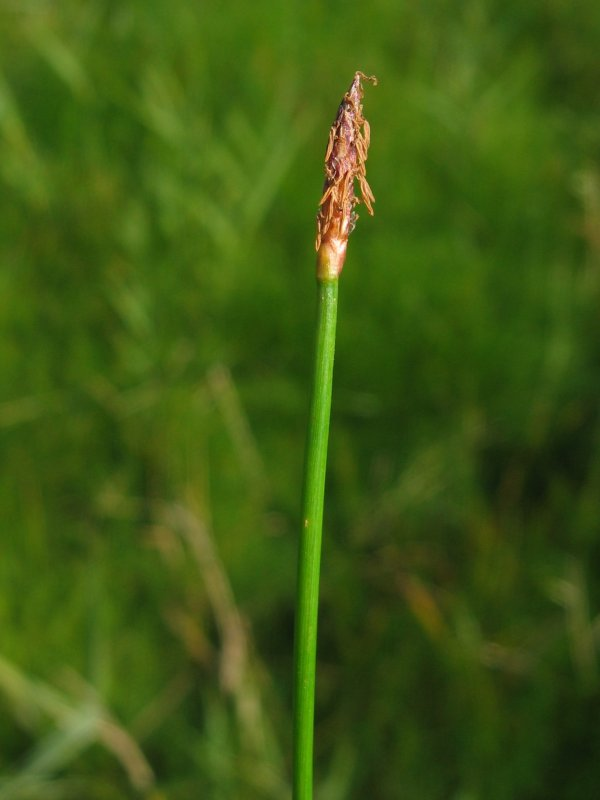
Aartje
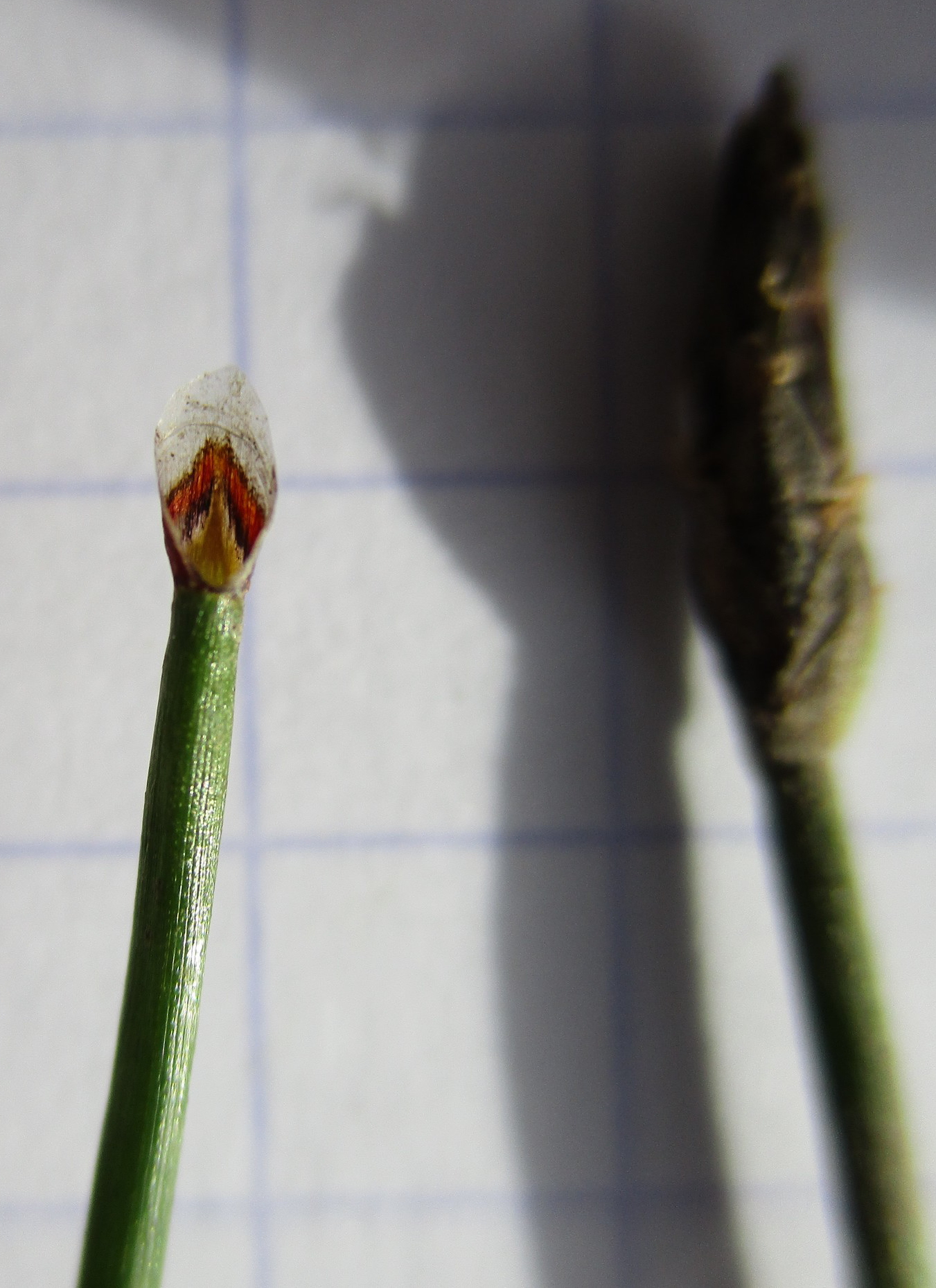
Onderste kafje en aartje
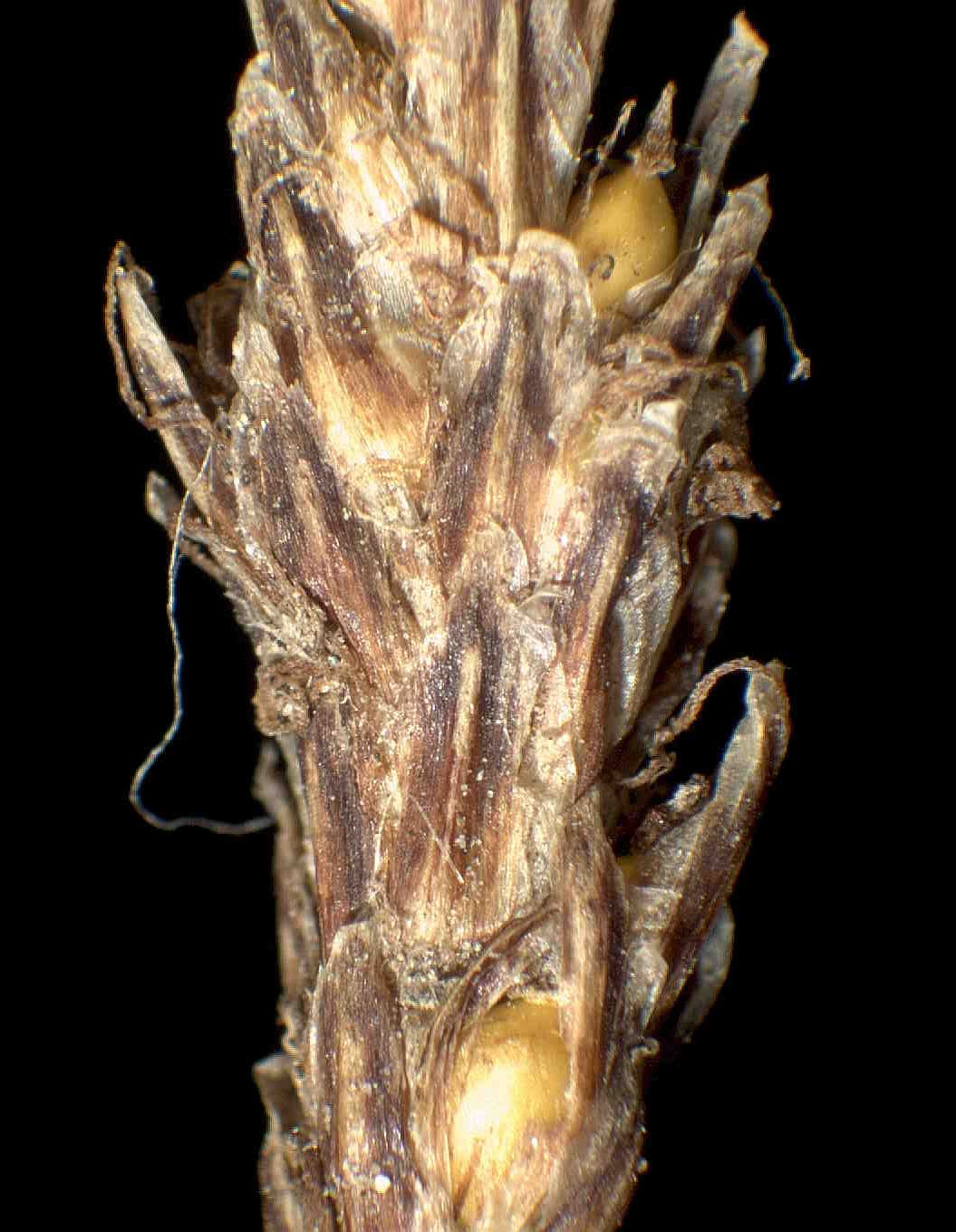
Aartje met vruchten